# Sorencio Juliaans
Sorencio Juliaans (sinh ngày 4 tháng 3 năm 1997) là một cầu thủ bóng đá người Suriname hiện tại thi đấu cho S.V. Transvaal và Đội tuyển bóng đá quốc gia Suriname.